# Vic Woodley
Victor Robert Woodley (26 de febrer de 1910 - 23 d'octubre de 1978) fou un futbolista anglès de la dècada de 1930.
Fou internacional amb la selecció d'Anglaterra durant els anys trenta. Defensà els colors del Chelsea FC durant la major part de la seva carrera. També jugà al Derby County FC.